# Johann Gabriel Meder
Johann Gabriel Meder (* 27. Juli 1729 in Zimmernsupra; beerdigt am 3. Dezember 1800 in Amsterdam) war ein in den Niederlanden wirkender deutscher Komponist. 

## Leben
Über Meders Leben ist wenig bekannt. Um 1760 ließ er sich in Amsterdam nieder, wo er zahlreiche Konzerte veranstaltete, in denen er auch eigene Kantaten und Oratorien präsentierte. 
Für die Hochzeit von Wilhelm V. von Oranien, Statthalter der Niederlande, mit Prinzessin Wilhelmine von Preußen komponierte er 1767 die Kantate La contesa e la pace. 

## Werke
- Op. 1: Sei Sinfonie a due Violini, Viola, e Basso due Corni, due Oboe, o Flauti traversi (J. J. Hummel, Amsterdam, um 1764)
- 2 Symphonies périodiques (1769)
- Op. 3: 3 Sinfonien (um 1783)
- Op. 4: Simphonie périodique (um 1786)
- Six Marches pour le Clavecin ou Piano Forte (J. J. Hummel, Berlin, um 1794), auch für zwei Klarinetten, zwei Hörner und Fagott (auch um 1794)
- Op. 6: L’illusion de printemps für Cembalo/Hammerklavier, Violine und Violoncello (1797)

Verschollene Werke
- Giuseppe riconosciuto, Oratorium (1779)
- La primavera, „pastorella“ (1765)
- Kantate zu 5 Stimmen (1766)
- Kantate zu 3 Stimmen (1768)
- Recueil d’airs (1797)